# Vyšné Ružbachy
Vyšné Ružbachy és un poble i municipi d'Eslovàquia. Es troba a la regió de Prešov, al nord del país.

## Història
La primera referència escrita de la vila data del 1329.

## Demografia
| Godina             | 1994 | 2004    | 2014   | 2024   |
| ------------------ | ---- | ------- | ------ | ------ |
| Nombre de persones | 1164 | 1296    | 1403   | 1443   |
| Diferència         |      | +11,34% | +8,25% | +2,85% |

| Godina             | 2023 | 2024   |
| ------------------ | ---- | ------ |
| Nombre de persones | 1420 | 1443   |
| Diferència         |      | +1,61% |